# Turanium
Turanium é um gênero de coleóptero da tribo Callidiini (Cerambycinae); compreende sete espécies em dois subgênero, distribuídos pela Ásia Central.

## Sistemática
- Ordem Coleoptera
  - Subordem Polyphaga
    - Infraordem Cucujiformia
      - Superfamília Chrysomeloidea
        - Família Cerambycidae
          - Subfamília Cerambycinae
            - Tribo Callidiini
              - Gênero Turanium (Baeckmann, 1923)
                - Subgênero Chalcoturanium (Jankovsky, 1934)
                  - Turanium badenkoi (Danilevsky, 2001)
                  - Turanium johannis (Baeckmann, 1923)

                - Subgênero Turanium (Baeckmann, 1923)
                  - Turanium hladili (Kratochvíl, 1985)
                  - Turanium pilosum (Reitter, 1891)
                  - Turanium rauschorum (Holzschuh, 1998)
                  - Turanium scabrum (Kraatz, 1882)
                  - Turanium tekeorum (Danilevsky, 2001)